# Anmary
Linda Amantova, beter bekend onder haar artiestennaam Anmary (3 maart 1980), is een Letse zangeres.

## Biografie
Amantova studeerde aan de Jāzeps Vītols Latvian Academy of Music. In 2003 startte ze haar muziekcarrière door deel te nemen aan Talantu Fabrika 2, een talentenjacht op de Letse televisie. Ze eindigde op de tweede plaats.
In 2012 deed ze mee aan Eirodziesma, de Letse voorronde van het Eurovisiesongfestival. Met het nummer Beautiful song won ze de nationale preselectie, waardoor ze Letland mocht vertegenwoordigen op het Eurovisiesongfestival 2012, dat in mei werd gehouden in de Azerbeidzjaanse hoofdstad Bakoe. Ze kwam niet verder dan de halve finale, waarin ze zestiende werd.
2000: Brainstorm · 
2001: Arnis Mednis · 
2002: Marie N · 
2003: F.L.Y. · 
2004: Fomins & Kleins · 
2005: Valters & Kaža · 
2006: Cosmos · 
2007: Bonaparti.lv · 
2008: Pirates of the Sea · 
2009: Intars Busulis · 
2010: Aisha · 
2011: Musiqq · 
2012: Anmary · 
2013: PeR · 
2014: Aarzemnieki · 
2015: Aminata Savadogo · 
2016: Justs · 
2017: Triana Park · 
2018: Laura Rizzotto · 
2019: Carousel · 
2021: Samanta Tīna · 
2022: Citi Zēni · 
2023: Sudden Lights · 
2024: Dons · 
2025: Tautumeitas